# Artemisia Toussaint
Artemisia Toussaint, née le 16 juin 2002 à Tours, est une actrice, chanteuse et mannequin française.

## Biographie

### Enfance et débuts
Artemisia Toussaint est originaire de Tours où elle a étudié au Lycée Balzac. Elle a notamment, avant de tourner, participé à un stage au Cours Florent à Paris, elle a également suivi une formation de danse et de chant.

### Carrière
En février 2020, Artemisia Toussaint décroche son premier rôle, à l’âge de 17 ans, dans la série télévisée Askip, diffusée sur Okoo. En septembre 2020, elle intègre également le casting de la série quotidienne diffusée sur TF1, Demain nous appartient, qu’elle quitte en 2021. Elle tourne également durant l’année 2021 la série Rebecca réalisée par Didier le Pêcheur, pour TF1. En 2022, elle intègre la fiction télévisée 3615 Monique dans le rôle de Louise, pour la chaîne OCS.
Elle mène, parallèlement à ses activités de comédienne, une carrière de chanteuse : après plusieurs scènes en septembre 2022, son premier single, Bête et méchant, dont le clip est écrit, réalisé et monté entièrement par son frère Lothaire, sort le 2 décembre 2022 chez Universal Music.

## Filmographie

### Cinéma

#### Courts-métrages
- 2021 : Ce que je vois de Lothaire Toussaint : Dylan
- 2021 : 360° de Laura Chebar : Eren
- 2022 : Reborn de Thomas Goldberg : la journaliste

### Télévision

#### Séries Télévisées
- 2020 - 2022 : Askip :  Lou Martelli (rôle principal saisons 1 à 3 - 69 épisodes)
- 2020 - 2021 : Demain nous appartient : Solenne Girard (épisodes 751 à 983)
- 2021 : Rebecca : Emma
- 2022 : 3615 Monique : Louise (saison 1, épisode 6)
- 2023 : Camping Paradis : Lili (saison 14, épisode 4)
- 2023 : Master Crimes : Anaïs (saison 1, épisode 4)
- 2024 : Dear You : Tulipe (saison 1, épisodes 1 et 12)

## Doublage

### Films
- 2023 : Godzilla Minus One : Noriko Ōishi (Minami Hamabe)
- 2024 : Stöld : Anna-Stina (Ida Persson Labba)
- 2024 : Marie : ? (?)

### Séries d'animation
- 2024 : Twilight of the Gods : Hel (Jamie Chung)